# Laminar Research
Laminar Research — американская частная компания, специализирующаяся на разработке компьютерных игр. Располагается в городе Колумбия, (Южная Каролина, США). Флагманским продуктом компании является авиасимулятор X-Plane. Кроме него были выпущены две игры: Space Combat и Young’s Modulus.
В октябре 2012 года компания Uniloc обратилась в суд с иском к Laminar Research. Предметом иска стал принадлежащий Uniloc патент под названием «System and Method for Preventing Unauthorized Access to Electronic Data», описывающий метод аутентификации заплативших деньги пользователей.